# Heatseeker
Pour le jeu vidéo, voir Heatseeker (jeu vidéo).
Singles de AC/DC
Who Made Who That's the Way I Wanna Rock 'n' Roll
Heatseeker est une chanson du groupe australien de hard rock AC/DC. La chanson est la première piste de Blow Up Your Video, sorti en 1988.
La chanson est aussi présente en live sur l'album Live. La chanson avait été réalisée en plusieurs formats de single avec pour la plupart des formats Go Zone en face B. 

## Clip
Le clip a été réalisé par David Mallet.

## Formation
- Brian Johnson : Chants
- Angus Young : Guitare solo
- Malcolm Young : Guitare rythmique
- Cliff Williams : Basse
- Simon Wright : Batterie